# اجناسيو غوميز
اجناسيو غوميز (بالإسبانية: Juan Ignacio Gómez Gorjón )‏ (و. 1968  م) هو عازف قيثارة إسباني، ولد في كورنيلا دي يوبريغات، يستخدم آلات قيثارة.

## روابط خارجية
- اجناسيو غوميز على موقع ميوزك برينز (الإنجليزية)
- اجناسيو غوميز على موقع ميوزك برينز (الإنجليزية)
- اجناسيو غوميز على موقع أول ميوزيك (الإنجليزية)
- اجناسيو غوميز على موقع ديسكوغز (الإنجليزية)